# Madhav Kumar Nepal
Madhav Kumar Nepal (nep. माधव कुमार नेपाल) (ur. 6 marca 1953) – nepalski polityk, sekretarz generalny Komunistycznej Partii Nepalu (Zjednoczenie Marksistowsko-Leninowskie) w latach 1993-2008. Premier Nepalu od 23 maja 2009 do 3 lutego 2011.

## Życiorys
Madhav Kumar Nepal urodził się w 1953 w Rautahat w dystrykcie Saptari. Tam też rozpoczął swoją edukację. Ukończył studia w dziedzinie handlu w Birgandż.
W 1969 wstąpił do Komunistycznej Partii Nepalu. W latach 70. XX w. był aktywnym działaczem komunistycznego ruchu studenckiego. W 1975 brał udział w powołaniu Komitetu Koordynacyjnego partii. W 1976 za swoją działalność polityczną został uwięziony na dwa lata. W 1978 wszedł w skład Biura Politycznego utworzonej Komunistycznej Partii Nepalu (Marksistowsko-Leninowskiej).
W 1990, po zniesieniu w kraju zakazu działalności partii politycznych, Nepal został członkiem Komisji Doradczej ds. Poprawy Konstytucji. Wchodził również w skład Komisji Rozwoju Narodowego oraz Komisji Narodowych Zasobów Wodnych. W styczniu 1991 utworzył Komunistyczną Partię Nepalu (Zjednoczenie Marksistowsko-Leninowskie), powstałą ze zjednoczenia Komunistycznej Partii Nepalu (Marksistowskiej) i Komunistycznej Partii Nepalu (Marksistowsko-Leninowskiej). W 1993 objął funkcję sekretarza generalnego KPN (ZM-L). Od listopada 1994 do kwietnia 1995 pełnił funkcję wicepremiera oraz ministra spraw zagranicznych i obrony w rządzie premiera Man Mohana Adhikariego.
W kwietniu 2001 Madhav Kumar Nepal przewodził demonstracjom przeciwko rządowi premiera Girija Prasad Koirali, którego opozycja oskarżała o korupcję. Za udział w protestach został aresztowany.
Po zdymisjonowaniu rządu, rozwiązaniu parlamentu i samowolnym przejęciu całej władzy w kraju przez króla Gyanendrę w październiku 2002, Madhav Kumar Nepal i jego KPN (ZM-L) przyłączyła się do protestów przeciw autorytarnym rządom i polityce króla.
M.K. Nepal zrezygnował ze stanowiska sekretarza generalnego KPN (ZM-L) 12 kwietnia 2008 po tym, jak w wyborach parlamentarnych przegrał rywalizację o mandat w swoim okręgu wyborczym. W czerwcu 2008 KPN (ZM-L) zaproponowała jego kandydaturę do urzędu pierwszego prezydenta Nepalu, tuż po ogłoszeniu w kraju republiki. W styczniu 2009 M.K. Nepal stanął na czele Komitetu Konstytucyjnego Zgromadzenia Konstytucyjnego Nepalu, odpowiedzialnego za przygotowanie projektu konstytucji.

## Premier
4 maja 2009 do dymisji podał się premier Prachanda. Powodem jego decyzji był spór z prezydentem Yadavem o przyszły status byłych bojowników maoistowskich i plan wcielania ich do armii narodowej, czemu sprzeciwiał prezydent. Wraz z dymisją Prachandy, Komunistyczna Partia Nepalu (Zjednoczenie Marksistowsko-Leninowskie), trzecia co do wielkości partia w parlamencie, zdecydowała się stanąć na czele nowego rządu jedności narodowej, składającego się z 22 z 24 ugrupowań parlamentarnych. 6 maja 2009 KPN (ZM-L) wskazała M.K Nepala jako kandydata na stanowisko szefa rządu. 17 maja 2009 Nepal uzyskał poparcie od wszystkich 22 partii.

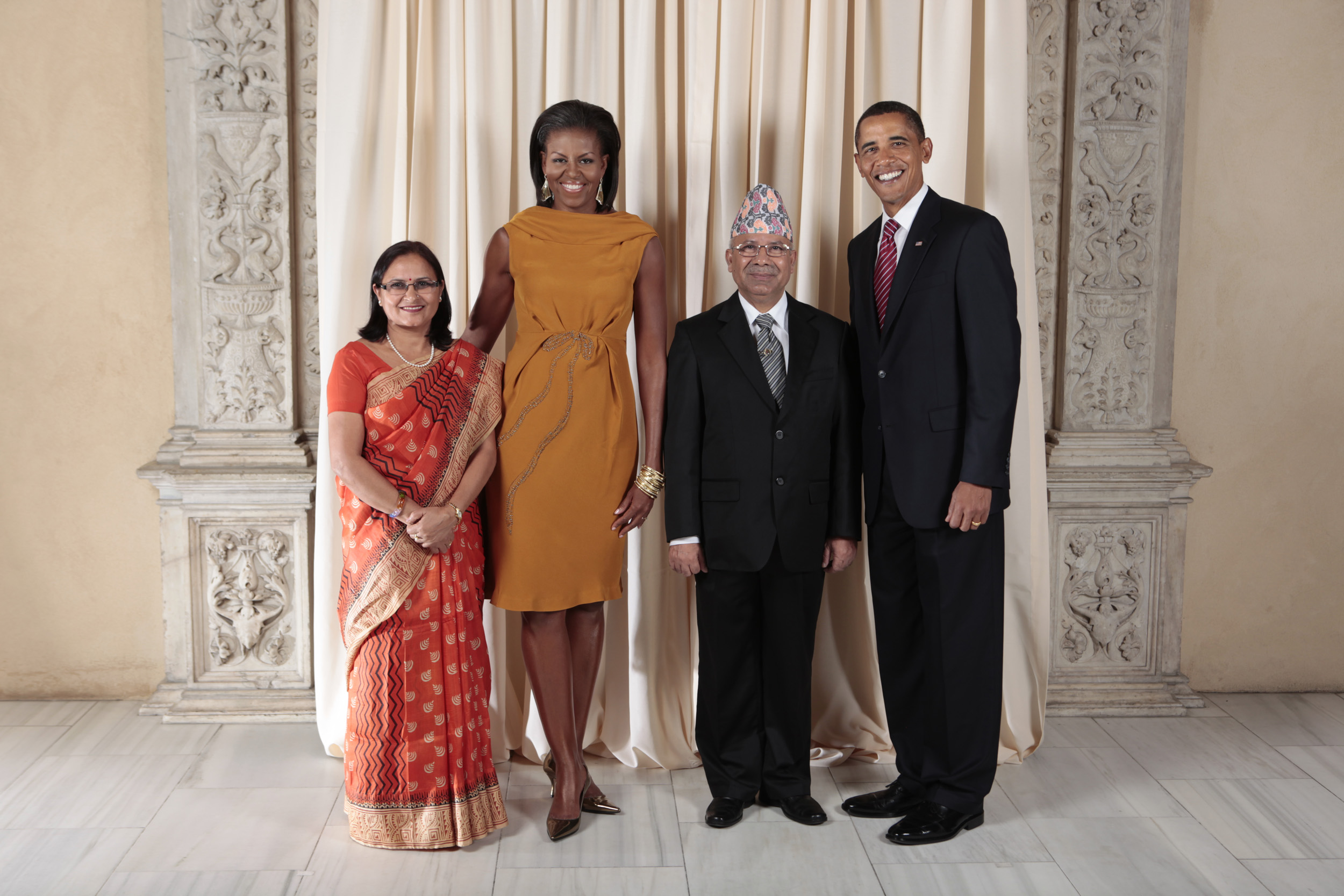
Premier Nepalu z prezydentem Barackiem Obamą i jego małżonką, 2009.

23 maja 2009 Madhav Kumar Nepal został wybrany przez parlament nowym szefem rządu. Zgodnie z porozumieniem, za jego kandydaturą opowiedziało się 350 z 601 deputowanych Zgromadzenia Konstytucyjnego, wchodzących w skład 22 partii popierających nowy rząd.
W maju 2010 Komunistyczna Partia Nepalu (Maoistowska) (KPN (M)) zorganizowała 6-dniowy strajk generalny, domagając się ustąpienia rządu. Przez rok Zgromadzenie Konstytucyjne ani rząd nie zdołały opracować projektu nowej konstytucji. 28 maja 2010, kiedy mijał prawomocny termin jego uchwalenia, trzy największe partie polityczne (KPN (M), Kongres Nepalski, KPN (ZM-L)), zawarły porozumienie przedłużające o rok mandat parlamentu. Warunkiem udzielenia zgody przez KPN (M) była dymisja gabinetu Nepala i utworzenie nowego rządu jedności narodowej pod jej przewodnictwem. 30 czerwca 2010 pod wpływem żądań ze strony KPN (M), premier Madhav Kumar Nepal podał się dymisji.
Jednakże w pierwszym głosowaniu w lipcu 2010 parlament nie był w stanie wyłonić jego następcy. Sytuacja powtórzyła się w następnych 15 rundach głosowań organizowanych w kolejnych miesiącach. W rezultacie Nepal przez ponad 7 miesięcy dalej pełnił funkcję premiera. W pierwszych siedmiu rundach głosowań zarówno kandydat partii maoistowskiej – Prachanda oraz Kongresu Nepalskiego – Ram Chandra Poudel nie zdołali uzyskać większości głosów potrzebnej do wyboru. W tej sytuacji z kandydowania przed 8 turą zorganizowaną 26 września 2010 wycofał się Prachanda. Nie uczynił tego jednak Poudel, który jako jedyny kandydat brał udział w kolejnych 9 rundach głosowań, nie uzyskując za każdym razem wymaganego poparcia. Poudel wycofał swoją kandydaturę dopiero 16 stycznia 2011, co pozwoliło na wznowienie na nowo procesu wyborczego, już z nowymi kandydatami. W 17 turze głosowania z 3 lutego 2011 nowym szefem rządu został wybrany Jhala Nath Khanal z KPM (ZM-L), co stało się możliwe po udzieleniu mu poparcia przez maoistów.